# Ruth Scheerbarth
Ruth Eva Franziska Scheerbarth (* 12. August 1921 in Friedrichshafen; † 18. Oktober 1992 in Berlin) war eine deutsche Schauspielerin, Regisseurin, Hörspiel- und Synchronsprecherin.

## Leben
Nach dem Schulabschluss am Lyzeum nahm Ruth Scheerbarth Schauspielunterricht bei Elly Reicher, Carl Clewing und Eva Fiebig. 1947 gab sie am Kleinen Theater Baden-Baden ihr Bühnendebüt. Weitere Stationen waren das Berliner Schloßparktheater, das Kleine Theater im Zoo in Frankfurt am Main, die Städtischen Bühnen Flensburg, das Theater im Zimmer Hamburg sowie Berliner Theatern wie die Tribüne, die Vaganten Bühne und das Hebbel-Theater.
Sie spielte zahlreiche größere Bühnenrollen wie die „Nastasia“ in Curt Goetz’ Dr. med. Hiob Prätorius, die „Ruth“ in Noël Cowards Geisterkomödie, die „Maria Magdalena“ in Ladislas Fodors Gericht bei Nacht, die „Mrs. Curly“ in John Steinbecks Von Mäusen und Menschen, die „Betty“ in Irma und Walter Firners Kuckucksei und die „Marianne“ in Claude-André Pugets Die glücklichen Tage.
Gelegentlich trat Ruth Scheerbarth auch in Film- und Fernsehproduktionen auf wie in der Stefan-Zweig-Verfilmung Legende eines Lebens, Eugen Yorks Drama Das Fräulein von Scuderi nach E. T. A. Hoffmann, der Komödie Kindermädchen für Papa gesucht und im Straßenfeger Die Schlüssel nach Francis Durbridge. Daneben übernahm sie Gastrollen in Fernsehserien und -reihen wie Dem Täter auf der Spur, Algebra um Acht und Meine Frau Susanne.
Außerdem arbeitete Ruth Scheerbarth umfangreich als Sprecherin für Hörspiel und Filmsynchronisation. Als Synchronsprecherin lieh sie ihre Stimme unter anderem Jane Greer in Wohin die Liebe führt, Charlene Holt in Rote Linie 700, Suzanne Pleshette in Die Vögel. Ab 1953 wirkte sie zudem regelmäßig in der NWDR-Rundfunkreihe Nebenbei gesagt mit. Neben Literaturadaptionen für eine erwachsene Hörerschaft widmete sie sich vor allem der Produktion von Hörspielen für Kinder und Jugendliche, bei denen sie oftmals auch die Regie übernahm. Für ihre dreiteilige Hörspieladaption von Waldemar Bonsels’ Biene Maja übernahm Ruth Scheerbarth neben der Regie und Produktion auch den Part der Titelfigur.

## Filmografie
- 1954: Das Schweigen des Meeres (TV)
- 1954: Die glücklichen Tage (TV)
- 1954: Türen - Türen - Türen... (TV)
- 1954: Legende eines Lebens (TV)
- 1955: Das Fräulein von Scuderi
- 1956: Kleiner Engel ohne Bedeutung (TV)
- 1957: Mitternacht (TV)
- 1957: Kindermädchen für Papa gesucht
- 1957: Die Heilige und ihr Narr
- 1958: Solange das Herz schlägt
- 1959: Liebe, Luft und lauter Lügen
- 1961: Der Strafverteidiger (TV)
- 1963: Meine Frau Susanne; Folge: Die Ananasbowle (Fernsehserie)
- 1965: Die Schlüssel (TV)
- 1967: Herr Schrott verwertet sich (TV)
- 1968: Die Wilde (TV)
- 1969: Dem Täter auf der Spur; Folge: Familienärger (Fernsehserie)
- 1971: Drüben bei Lehmanns; Folge: Die alte Dame (Fernsehserie)
- 1972: Sternschnuppe (TV)
- 1973: Algebra um Acht; Folge: Die Chefin (Fernsehserie)
- 1975: Kommissariat IX; Folge: Ich bin ein Europäer (Fernsehserie)
- 1976: Unter einem Dach; Folge: Kein großes Los (Fernsehserie)
- 1977: Pfarrer in Kreuzberg; Folge: Geschenkte Zeit (Fernsehserie)
- 1983: Stadtgeschichten; Folge: Lebenswandel (Fernsehserie)

## Hörspiele (Auswahl)

### Als Sprecherin
- 1955: Das Benediktbeurer Weihnachtsspiel; Regie: Hans Bernd Müller, mit Hermine Körner, Mia Hellmuth, SFB.
- 1957: Rendezvous in Wien; Regie: Harry Hardt, Karin Hardt, RIAS.
- 1963: In der Straßenbahn; Regie: Charlotte Niemann, mit Gisela Mattishent, RB.
- 1963: Die Erbschaft; Regie: S. O. Wagner, mit Peter Lehmbrock, Helmut Peine, NDR.
- 1967: Leise; Regie: Siegfried Niemann, mit Eva Lissa, Arnold Marquis, SFB.
- 1967: Eine Haustrauung; Regie: Curt Goetz-Pflug, mit Werner Rundshagen, Gisela Fritsch, SFB.
- 1968: Reden, Reden, Reden; Regie: Siegfried Niemann, mit Manfred Grote, Alexander Welbat, SFB.
- 1971: D. – statt eines Heimattreffens; Regie: Ulrich Gerhardt, mit Klaus Jepsen, Uta Hallant, RIAS.
- 1971: Herrn Karols Geburtstag; Regie: Friedhelm von Petersson, mit Horst Bollmann, Ursula Herwig, SFB.

### Als Regisseurin und Produzentin
- 1970: Ben Hur; mit Ernst Stankovski, Klaus Sonnenschein, PMC.
- 1973: Moby Dick; mit Joachim Nottke, Peter Mosbacher, Perl Serie.
- 1973: Die Meuterei auf der Bounty; mit Joachim Nottke, Peter Mosbacher, Unsere Welt.
- 1974: Tom Sawyer und Huckleberry Finn; drei Folgen, mit Viktor Schneider, Mathias Einert, Auditon.
- 1974: Das doppelte Lottchen; mit Hans Söhnker, Ernst Stankovski, Grammophon Junior.
- 1974: Emil und die drei Zwillinge; mit Hans Söhnker, Detlef Wendtland, Unsere Welt.
- 1975: 20000 Meilen unter dem Meer; mit Dietrich Frauboes und Heinz Spitzner, Ariola.
- 1975: Die geheimnisvolle Insel; mit Claus Biederstaedt, Manfred Tümmler, Auditon.
- 1975: Gullivers Reisen; mit Hans Söhnker, Klaus Sonnenschein, Auditon.
- 1975: Pinocchio; zwei Folgen; mit Claus Biederstaedt, Mathias Einert, Auditon.
- 1975: Zwei Jahre Ferien; mit Joachim Tennstedt, Dieter Steinbrink, Bunny.
- 1976: Die Biene Maja und ihre Abenteuer; drei Folgen; mit Rose-Marie Bonsels, Karin Hardt, Auditon.
- 1976: Der Kurier des Zaren; mit Hans Söhnker, Klaus Sonnenschein. Auditon.
- 1976: Spuki; drei Folgen; mit Peter Thom, Heli Finkenzeller, Auditon.
- 1976: Die rote Zora und ihre Bande; mit Hans Söhnker, Gundula Tschepe, Für Dich.
- 1976: Der Trotzkopf; mit Heli Finkenzeller, Gabriele Reinitzer, Pfiffikus.
- 1977: Alice im Wunderland; mit Ernst Stankovski, Marianne Prenzel, Auditon.
- 1977: Winnetou; drei Folgen, mit Klaus Sonnenschein, Peter Wagenbreth, Condorland.
- 1978: Sindbads Abenteuer auf der Insel der Riesen; mit Klaus Sonnenschein, Hans-Jürgen Frintrop, Auditon.
- 1983: Der kleine Vampir; sechs Folgen; mit Peter Lustig, Peter Thom, Karussell.
- 1983: Peterchens Mondfahrt; mit Eva Mondi, Philip Herrey, Karussell.